# Chanas
Chanas is een gemeente in het Franse departement Isère (regio Auvergne-Rhône-Alpes). De plaats maakt deel uit van het arrondissement Vienne. Chanas telde op 1 januari 2022 2.714 inwoners.

## Geografie
De oppervlakte van Chanas bedroeg op 1 januari 2022 11,65 vierkante kilometer; de bevolkingsdichtheid was toen 233 inwoners per km².

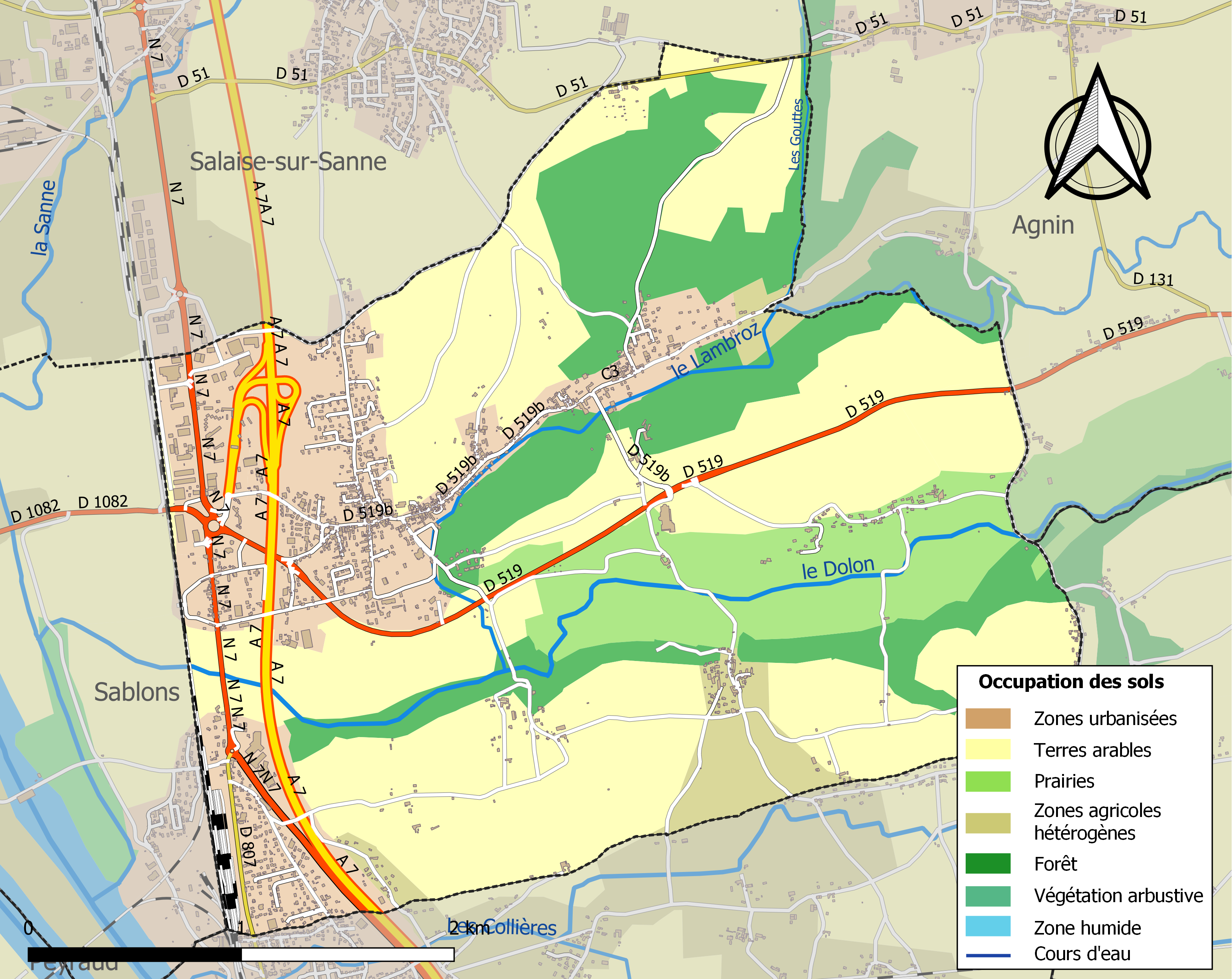
Kaart van de gemeente met de belangrijkste infrastructuur, bodemgebruik en omliggende gemeenten

## Demografie
Onderstaande figuur toont het verloop van het inwonertal (bron: INSEE-tellingen).